# Niżnij Mordok
Niżnij Mordok (ros. Нижний Мордок) – wieś (ros. село, trb. sieło) w zachodniej Rosji, centrum administracyjne sielsowietu niżniemordokskiego w rejonie głuszkowskim obwodu kurskiego.

## Geografia
Miejscowość położona jest w pobliżu rzeki Sejm, 7 km od centrum administracyjnego rejonu (Głuszkowo), 110 km od Kurska.
W granicach miejscowości znajdują się ulice: Centralnaja, Mołodiożnaja, Sowietskaja, zaułek Szkolnyj.

## Demografia
W 2010 r. miejscowość zamieszkiwało 367 osób.